# (1619) Ueta
(1619) Ueta est un astéroïde de la ceinture principale.

## Description
(1619) Ueta est un astéroïde de la ceinture principale. Il fut découvert le 11 octobre 1953 à Kwasan par Tetsuyasu Mitani (it). Il présente une orbite caractérisée par un demi-grand axe de 2,24 UA, une excentricité de 0,18 et une inclinaison de 6,2° par rapport à l'écliptique.

## Compléments